# Силы сторон в Любанской наступательной операции
Силы противников в Любанской наступательной операции

## СССР
Данные приведены в соответствии со Справочником боевого состава Советской Армии 1941-1945 годов.

### Ленинградский фронт
Фронт, принимавший участие в операции силами 54-й армии, исключая период с 21 апреля 1942 года, когда Ленинградский фронт был объединён с Волховским фронтом под единым командованием Ленинградского фронта в составе двух групп: Группы войск ленинградского направления (Ленинградской группы войск в дальнейшем) и Группы войск волховского направления (Волховской группы войск в дальнейшем). Для удобства, данные о воинских частях по состоянию на 1 мая 1942 года приводятся в составе войск Ленинградского и Волховского фронтов соответственно. Таким образом, из частей, непосредственно подчиняющихся Ленинградскому фронту, в операции участвовали только авиационные части, поэтому остальные не приводятся.
| Соединения и части в непосредственном фронтовом подчинении Ленинградского фронта | Соединения и части в непосредственном фронтовом подчинении Ленинградского фронта | Соединения и части в непосредственном фронтовом подчинении Ленинградского фронта | Соединения и части в непосредственном фронтовом подчинении Ленинградского фронта | Соединения и части в непосредственном фронтовом подчинении Ленинградского фронта | Соединения и части в непосредственном фронтовом подчинении Ленинградского фронта |
| Дата                                                                             | Пехота                                                                           | Артиллерия                                                                       | Механизированные                                                                 | Авиация | Инженерные                                                                       |
| -------------------------------------------------------------------------------- | -------------------------------------------------------------------------------- | -------------------------------------------------------------------------------- | -------------------------------------------------------------------------------- | --- | -------------------------------------------------------------------------------- |
| 1 января 1942 года                                                               |                                                                                  |                                                                                  |                                                                                  | 7-й истребительный авиационный корпус ПВО, 2-я резервная авиационная группа, 3-я резервная авиационная группа, 2-я смешанная авиационная дивизия, 8-я истребительная авиационная дивизия, 39-я истребительная авиационная дивизия и 92-я истребительная авиационная дивизия, 116-я отдельная разведывательная авиационная эскадрилья (1-го формирования), Северная особая авиационная группа Гражданского воздушного флота |                                                                                  |
| 1 февраля 1942 года                                                              |                                                                                  |                                                                                  |                                                                                  | 2-я смешанная авиационная дивизия и 39-я истребительная авиационная дивизия, 154-й истребительный авиационный полк. |                                                                                  |
| 1 марта 1942 года                                                                |                                                                                  |                                                                                  |                                                                                  | 44-й бомбардировочный авиационный полк, 154-й истребительный авиационный полк, 158-й истребительный авиационный полк ПВО, 159-й истребительный авиационный полк, 196-й истребительный авиационный полк, 286-й истребительный авиационный полк (первого формирования), 117-я отдельная разведывательная авиационная эскадрилья, 50-я корпусная эскадрильи                                                                   |                                                                                  |
| 1 апреля 1942 года                                                               |                                                                                  |                                                                                  |                                                                                  | 44-й бомбардировочный авиационный полк, 286-й истребительный авиационный полк, 117-я отдельная разведывательная авиационная эскадрилья, 50-я корпусная эскадрильи |                                                                                  |
| 1 мая 1942 года                                                                  |                                                                                  |                                                                                  |                                                                                  | 44-й бомбардировочный авиационный полк, 286-й истребительный авиационный полк, 117-я отдельная разведывательная авиационная эскадрилья, 50-я корпусная эскадрильи |                                                                                  |

#### 54-я армия
| Соединения и части в подчинении 54-й армии | Соединения и части в подчинении 54-й армии | Соединения и части в подчинении 54-й армии | Соединения и части в подчинении 54-й армии                          | Соединения и части в подчинении 54-й армии | Соединения и части в подчинении 54-й армии    |
| Дата                                       | Пехота | Артиллерия | Механизированные                                                    | Авиация | Инженерные                                    |
| ------------------------------------------ | --- | --- | ------------------------------------------------------------------- | --- | --------------------------------------------- |
| 1 января 1942 года                         | 3 гвардейская стрелковая, 80, 115, 128, 198, 281, 285, 286, 294, 311 стрелковые дивизии, 1 горнострелковая бригада, 6 бригада морской пехоты, 2 лыжный полк, 4, 5 лыжные батальоны                                         | 882, 883 артиллерийские полки, гаубичный полк АККУКС 4, 2 дивизионы реактивных миномётов                                                              | 21 танковая дивизия, 16, 122 танковые бригады, 60 бронепоезд        | 18-й бомбардировочный авиационный полк, 46-й истребительный авиационный полк, 563-й истребительный авиационный полк, 116-я отдельная разведывательная авиационная эскадрилья (1-го формирования) | 5, 109, 135, 136, 262 инженерные, 12 сапёрный |
| 1 февраля 1942 года                        | 3 гвардейская стрелковая, 11, 80, 115, 177, 198, 281, 285, 286, 294, 311 стрелковые дивизии, 2 лыжный полк, 4, 5 лыжные батальоны                                                                                          | 883 артиллерийские полки, гаубичный полк АККУКС, 3 артиллерийский дивизион, 50, 51 дивизионы реактивных миномётов                                     | 122 танковая бригада, 107 танковый батальон                         | 18, 691 бомбардировочные полки | 5, 136, 262 инженерные батальоны              |
| 1 марта 1942 года                          | 11, 80, 115, 177, 198, 281, 285, 311 стрелковые дивизии, 6 бригада морской пехоты, 2 лыжный полк, 275, 276 лыжные батальоны                                                                                                | 21, 445, 883 артиллерийские полки, 50, 51 дивизионы реактивных миномётов                                                                              | 16, 122, 124 танковые бригады, 107 танковый батальон, 60 бронепоезд | 18-й бомбардировочный авиационный полк, 691-й смешанный авиационный полк, 127-й истребительный авиационный полк                                                                                  | 5, 136, 262 инженерные батальоны              |
| 1 апреля 1942 года                         | 4 гвардейский стрелковый корпус, 3 гвардейская стрелковая, 11, 80, 115, 198, 281, 285, 294, 311 стрелковые дивизии, 32, 33, 137, 140 стрелковые бригады, 2 лыжный полк, 241, 242, 243, 273, 274, 275, 276 лыжные батальоны | 13, 40 гвардейские, 21, 445 артиллерийские полки, 29 полк реактивных миномётов, 50, 51, 115 дивизионы реактивных миномётов                            | 16, 98, 122, 124 танковые бригады, 40, 44 аэросанные батальоны      | 18-й бомбардировочный авиационный полк, 691-й смешанный авиационный полк, 127-й истребительный авиационный полк, 12-я корпусная эскадрилья                                                       | 5, 109, 136, 262 инженерные батальоны         |
| 1 мая 1942 года                            | 4 гвардейский стрелковый корпус, 3 гвардейская стрелковая, 11, 80, 115, 177, 198, 281, 285, 294, 311 стрелковые дивизии, 32, 33, 137, 140 стрелковые бригады, 6 бригада морской пехоты, 241, 242, 243 лыжные батальоны     | 13, 40 гвардейские, 21, 24, 445 артиллерийские полки, 29 полк реактивных миномётов, 50, 51, 115 дивизионы реактивных миномётов, 177 зенитный дивизион | 16, 98, 122, 124 танковые бригады, 40, 44 аэросанные батальоны      | 18-й бомбардировочный авиационный полк, 691-й смешанный авиационный полк, 127-й истребительный авиационный полк                                                                                  | 5, 109, 136, 262 инженерные батальоны         |

### Волховский фронт
| Соединения и части в непосредственном фронтовом подчинении Волховского фронта | Соединения и части в непосредственном фронтовом подчинении Волховского фронта         | Соединения и части в непосредственном фронтовом подчинении Волховского фронта                                       | Соединения и части в непосредственном фронтовом подчинении Волховского фронта    | Соединения и части в непосредственном фронтовом подчинении Волховского фронта | Соединения и части в непосредственном фронтовом подчинении Волховского фронта                                                              |
| Дата                                                                          | Пехота                                                                                | Артиллерия | Механизированные                                                                 | Авиация | Инженерные |
| ----------------------------------------------------------------------------- | ------------------------------------------------------------------------------------- | --- | -------------------------------------------------------------------------------- | --- | --- |
| 1 января 1942 года                                                            | 87 кавалерийская дивизия                                                              | 137 и 430 гаубичные полки, 216 зенитный дивизион                                                                    | 60-я танковая дивизия                                                            | 2 авиагруппа | 539 минно-сапёрный батальон |
| 1 февраля 1942 года                                                           | 4 гвардейская стрелковая, 374 стрелковая, 27 кавалерийская дивизии                    | 60, 168 гаубичные полки, 105 гвардейский дивизион реактивной артиллерии, 100, 100«А», 168, 213 зенитные дивизионы   | 26 аэросанный батальон                                                           | Управления 90-я авиационная дивизия, 91-я авиационная дивизия, 160-й истребительный авиационный полк, 662-й смешанный авиационный полк, 696-й смешанный авиационный полк | сапёрный батальон без номера, 1769 сапёрный, 539 минно-сапёрный, 159 понтонно-мостовой батальоны                                           |
| 1 марта 1942 года                                                             | 27 кавалерийская дивизия, 172, 174 лыжные батальоны                                   | 168 гаубичный полк, 100, 100«А» зенитные дивизионы                                                                  | 7 гвардейская танковая бригада, 26 аэросанный батальон                           | 116 разведэскадрилья | сапёрный батальон без номера, 1249, 1769 сапёрные, 159 понтонно-мостовой батальоны                                                         |
| 1 апреля 1942 года                                                            | 2 стрелковая дивизия, 1 воздушно-десантная бригада, 172, 174 лыжные батальоны         | 430 гаубичный полк, 100, 100«А» зенитные дивизионы                                                                  | 7 гвардейская танковая бригада, 26 аэросанный батальон, 50 дивизион бронепоездов | 2-я резервная авиационная группа: 3-й гвардейский истребительный авиационный полк, 19-й истребительный авиационный полк, 41-й истребительный авиационный полк, 520-й истребительный авиационный полк, 10-й бомбардировочный авиационный полк, 121-й скоростной бомбардировочный авиационный полк, 673-й штурмовой авиационный полк, 116-я отдельная разведывательная авиационная эскадрилья (1-го формирования) | 3 сапёрная бригада, сапёрный батальон без номера, 1249, 1769 сапёрные, 135 инженерный, 539 минно-сапёрный, 159 понтонно-мостовой батальоны |
| 1 мая 1942 года                                                               | 6 гвардейский стрелковый корпус, 165 стрелковая дивизия, 1 воздушно-десантная бригада | 42 гвардейский, 430, 1198 артиллерийские, 884 противотанковый, 147 миномётный полки, 100, 100«А» зенитные дивизионы | 23, 50 дивизион бронепоездов                                                     | 2-я резервная авиационная группа авиагруппа: 3-й гвардейский истребительный авиационный полк, 41-й истребительный авиационный полк, 10-й бомбардировочный авиационный полк; 19-й истребительный авиационный полк | 3 сапёрная бригада, сапёрный батальон без номера, 1249, 1769 сапёрные, 539 минно-сапёрный, 32, 34, 36, 56, 159 понтонно-мостовые батальоны |

#### 2-я ударная армия
| Соединения и части в подчинении 2-й ударной армии | Соединения и части в подчинении 2-й ударной армии | Соединения и части в подчинении 2-й ударной армии | Соединения и части в подчинении 2-й ударной армии | Соединения и части в подчинении 2-й ударной армии | Соединения и части в подчинении 2-й ударной армии |
| Дата                                              | Пехота | Артиллерия | Механизированные                                  | Авиация | Инженерные                                        |
| ------------------------------------------------- | --- | --- | ------------------------------------------------- | --- | ------------------------------------------------- |
| 1 января 1942 года                                | 327 стрелковая дивизия, 22, 23, 24, 25, 53, 57, 58, 59 стрелковые бригады, 39, 40, 41, 42, 43, 44 лыжные батальоны | 18, 839 артиллерийские полки | 160, 162 танковые батальоны                       | 121-й скоростной бомбардировочный авиационный полк, 704-й штурмовой авиационный полк, 522-й истребительный авиационный полк | 1741, 1746 сапёрные батальон.                     |
| 1 февраля 1942 года                               | 13-й кавалерийский корпус: 25, 80, 87 кавалерийские дивизии; 111, 191, 327, 366, 382 стрелковые дивизии, 22, 23, 24, 53, 57, 58, 59 стрелковые бригады, 39, 40, 41, 42, 43, 44, 45, 46, 48, 49, 50, 160, 161, 162, 163, 164, 165, 166, 167, 168, 169, 170, 171 лыжные батальоны                                  | 18, 839 артиллерийские полки, 884 противотанковый полк, 6, 44, 108, 203 дивизионы реактивных миномётов, 306 зенитный дивизион                                            | 160, 162 танковые батальоны                       | 121-й скоростной бомбардировочный авиационный полк, 657-й штурмовой авиационный полк, 658-й штурмовой авиационный полк, 697-й транспортный авиационный полк, 704-й штурмовой авиационный полк, 156-й истребительный авиационный полк, 522-й истребительный авиационный полк | 1234, 1708, 1741, 1746 сапёрные батальон.         |
| 1 марта 1942 года                                 | 13-й кавалерийский корпус: 25, 80, 87 кавалерийские дивизии, 101-й кавалерийский полк; 46, 191, 327, 382 стрелковые дивизии, 22, 24, 25, 53, 57, 58, 59 стрелковые бригады, 39, 40, 42, 43, 44, 45, 46, 48, 49, 50, 93, 94, 95, 160, 161, 162, 163, 164, 165, 166, 167, 168, 169, 170, 171, 173 лыжные батальоны | 18, 442, 839 артиллерийские полки, 884 противотанковый полк, 105, 203 дивизионы реактивных миномётов, 100, 306 зенитные дивизионы                                        | 160, 162 танковые батальоны                       | 657-й штурмовой авиационный полк, 696-й смешанный авиационный полк, 697-й транспортный авиационный полк, 704-й штурмовой авиационный полк, 522-й истребительный авиационный полк, 313-й штурмовой авиационный полк                                                          | 1234, 1708, 1741, 1746, 1770 сапёрные батальон.   |
| 1 апреля 1942 года                                | 13-й кавалерийский корпус: 25, 80, 87 кавалерийские дивизии; 46, 92, 191, 259, 327, 382 стрелковые дивизии, 22, 24, 25, 53, 57, 58, 59 стрелковые бригады, 40 лыжный батальон | 18, 442, 839 артиллерийские полки, 3-й дивизион 168 артполка, 24 гвардейский полк реактивной артиллерии, 203 дивизион реактивной артиллерии, 100, 306 зенитные дивизионы | 166 танковый батальон                             | 657-й штурмовой авиационный полк, 696-й смешанный авиационный полк, 697-й транспортный авиационный полк, 522-й истребительный авиационный полк, 313-й штурмовой авиационный полк                                                                                            | 1234, 1708, 1741, 1746, 1770 сапёрные батальон.   |
| 1 мая 1942 года                                   | 13-й кавалерийский корпус: 25, 80, 87 кавалерийские дивизии; 46, 92, 191, 259, 327, 382 стрелковые дивизии, 22, 25, 53, 57, 59 стрелковые бригады, 40 лыжный батальон | 18, 442, 839 артиллерийские полки, 31 гвардейский миномётный полк, 100, 306 зенитные дивизионы                                                                           | 166 танковый батальон                             | 696-й смешанный авиационный полк, 522-й истребительный авиационный полк, 313-й штурмовой авиационный полк, 844-й отдельный транспортный авиационный полк | 1234, 1708, 1741, 1746, 1770 сапёрные батальон.   |

#### 4-я армия
| Соединения и части в подчинении 4-й армии | Соединения и части в подчинении 4-й армии | Соединения и части в подчинении 4-й армии | Соединения и части в подчинении 4-й армии             | Соединения и части в подчинении 4-й армии | Соединения и части в подчинении 4-й армии              |  |
| Дата                                      | Пехота | Артиллерия | Механизированные                                      | Авиация | Инженерные                                             |  |
| ----------------------------------------- | --- | --- | ----------------------------------------------------- | --- | ------------------------------------------------------ |  |
| 1 января 1942 года                        | 4 гвардейская стрелковая, 44, 65, 92, 191, 310, 377, стрелковые, 27 и 80 кавалерийские дивизии, 1 гренадерская бригада, 84, 85, 86, 88, 89, 90 лыжные батальоны | 881 артиллерийский полк, 6, 9 дивизионы реактивных миномётов                                                                                  | 46 танковая бригада, 119, 120, 128 танковые батальоны | 3-я резервная авиационная группа авиагруппа: 160-й истребительный авиационный полк, 185-й истребительный авиационный полк, 239-й истребительный авиационный полк, 218-й штурмовой авиационный полк, 225-й ближнебомбардировочный авиационный полк                                       | 159 понтонно-мостовой батальон, 248 сапёрный батальон. |  |
| 1 февраля 1942 года                       | 44, 65, 288, 310, 376, стрелковые дивизии, 47, 84, 85, 86, 88, 89, 90 лыжные батальоны                                                                          | 3-й дивизион 8 гвардейского артиллерийского полка, 137, 430, 881 артиллерийские полки, 9 дивизион реактивных миномётов, 461 зенитный дивизион | 46 танковая бригада, 128 танковый батальон            | 3-я резервная авиационная группа: 185-й истребительный авиационный полк, 239-й истребительный авиационный полк, 218-й штурмовой авиационный полк; 667-й штурмовой авиационный полк, 689-й смешанный авиационный полк                                                                    | 248 сапёрный батальон.                                 |  |
| 1 марта 1942 года                         | 44, 288, 310, 376, стрелковые дивизии, 47, 84, 85, 86, 88, 89, 90 лыжные батальоны                                                                              | 3-й дивизион 8 гвардейского артиллерийского полка, 4-й дивизион 137 полка, 9 дивизион реактивных миномётов, 213, 461 зенитные дивизионы       | 128 танковый батальон, 15, 22 аэросанные батальоны    | 3-я резервная авиационная группа: 3-й гвардейский истребительный авиационный полк, 185-й истребительный авиационный полк, 239-й истребительный авиационный полк, 121-й скоростной бомбардировочный авиационный полк; 667-й штурмовой авиационный полк, 689-й смешанный авиационный полк | 248, 1242 сапёрные батальоны                           |  |
| 1 апреля 1942 года                        | 44, 288, 310 стрелковые дивизии, 47, 84, 88 лыжные батальоны | 3-й дивизион 8 гвардейского артиллерийского полка, 4-й дивизион 137 полка, 21 полк реактивных миномётов, 213 зенитный дивизион                | 128 танковый батальон, 22 аэросанный батальон         | 667, 689 бомбардировочные полки | 248, 1242 сапёрные батальоны                           |  |
| 1 мая 1942 года                           | 44, 288, 310 стрелковые дивизии, 47 лыжный батальон | 3-й дивизион 8 гвардейского артиллерийского полка, 1197 артиллерийский полк, 21 полк реактивных миномётов                                     | 128 танковый батальон                                 | 667, 689 бомбардировочные полки | 248, 1242 сапёрные батальоны                           |  |

#### 52-я армия
| Соединения и части в подчинении 52-й армии | Соединения и части в подчинении 52-й армии                                  | Соединения и части в подчинении 52-й армии | Соединения и части в подчинении 52-й армии     | Соединения и части в подчинении 52-й армии | Соединения и части в подчинении 52-й армии                         |
| Дата                                       | Пехота                                                                      | Артиллерия | Механизированные                               | Авиация | Инженерные                                                         |
| ------------------------------------------ | --------------------------------------------------------------------------- | --- | ---------------------------------------------- | --- | ------------------------------------------------------------------ |
| 1 января 1942 года                         | 46, 111, 225, 259, 267, 288, 305 стрелковые, 25 кавалерийская дивизии       | 442, 448, 561 корпусные полки, 884 противотанковый полк, 44 дивизион реактивной артиллерии                                                                 | не имелось                                     | 2-й гвардейский истребительный авиационный полк, 513-й истребительный авиационный полк, 313-й штурмовой авиационный полк, 673-й штурмовой авиационный полк                                                                            | 3, 4, 770 инженерные, 771 сапёрный, 55 понтонно-мостовой батальоны |
| 1 февраля 1942 года                        | 46, 225, 259, 267, 305 стрелковые дивизии                                   | 442, 448, 561 артиллерийские полки | не имелось                                     | 2-й гвардейский истребительный авиационный полк, 513-й истребительный авиационный полк, 313-й штурмовой авиационный полк, 673-й штурмовой авиационный полк                                                                            | 4, 770 инженерные, 55 понтонно-мостовой батальоны                  |
| 1 марта 1942 года                          | 65, 225, 305, 366 стрелковые дивизии, 23 стрелковая бригада                 | 137 полк без дивизиона, 2-й дивизион 430 полка, 448, 561 артиллерийские полки, 6, 44 дивизионы реактивных миномётов                                        | не имелось                                     | 2-й гвардейский истребительный авиационный полк, 513-й истребительный авиационный полк, 662-й смешанный авиационный полк, 673-й штурмовой авиационный полк                                                                            | 4, 770 инженерные, 55 понтонно-мостовой батальоны                  |
| 1 апреля 1942 года                         | 19 гвардейская, 65, 225, 305, 376 стрелковые дивизии, 23 стрелковая бригада | 137 полк без дивизиона, 448, 561 артиллерийские полки, 884 противотанковый полк, 28, 30, 31 (без дивизиона), 36 (без дивизиона) полки реактивных миномётов | 160, 193 танковые, 15, 16 аэросанные батальоны | 2-й гвардейский истребительный авиационный полк, 10-й истребительный авиационный полк (7 и 38 сад), 425-й истребительный авиационный полк Волховского фронта, 796-й истребительный авиационный полк, 662-й смешанный авиационный полк | 4, 770 инженерные, 55 понтонно-мостовой батальоны                  |
| 1 мая 1942 года                            | 19 гвардейская, 65, 225, 305 стрелковые дивизии, 23 стрелковая бригада      | 137, 448, 561, 1196 артиллерийские полки, 30 полки реактивных миномётов, 168, 461 зенитные дивизионы                                                       | 193 танковый батальон                          | 2-й гвардейский истребительный авиационный полк, 10-й истребительный авиационный полк (7 и 38 сад), 662-й смешанный авиационный полк, 665-й лёгкий бомбардировочный авиационный полк                                                  | 4, 770 инженерные батальоны                                        |

#### 59-я армия
| Соединения и части в подчинении 59-й армии | Соединения и части в подчинении 59-й армии | Соединения и части в подчинении 59-й армии | Соединения и части в подчинении 59-й армии                               | Соединения и части в подчинении 59-й армии | Соединения и части в подчинении 59-й армии       |
| Дата                                       | Пехота | Артиллерия | Механизированные                                                         | Авиация | Инженерные                                       |
| ------------------------------------------ | --- | --- | ------------------------------------------------------------------------ | --- | ------------------------------------------------ |
| 1 января 1942 года                         | 366, 372, 374, 376, 378, 382 стрелковые дивизии, 45, 46, 47, 48, 49, 50 лыжные батальоны                                                                                       | 104, 105, 203 дивизионы реактивных миномётов | 163, 166 танковые батальоны                                              | не имелось | не имелось                                       |
| 1 февраля 1942 года                        | 92, 372, 377, 378 стрелковые дивизии, 25 стрелковая бригада, 1244 стрелковый полк                                                                                              | 8 гвардейский, 70, 172, 367, 827 артиллерийские полки, 104 дивизион реактивных миномётов, 216 зенитный дивизион                                                     | 163, 166 танковые батальоны                                              | 2 авиагруппа: 283-й истребительный авиационный полк, 434-й истребительный авиационный полк, 515-й истребительный авиационный полк, 520-й истребительный авиационный полк; 10-й бомбардировочный авиационный полк, 660-й смешанный авиационный полк, 41-й истребительный авиационный полк               | 3 инженерный, 771, 1235 сапёрные батальоны       |
| 1 марта 1942 года                          | Оперативная группа генерала Коровникова: 4 гвардейская, 111, 259, 267 стрелковые дивизии; 92, 372, 374, 377, 378 стрелковые дивизии, 41 лыжный батальон                        | 8 гвардейский, 60, 70, 172, 367, 430, 827 артиллерийские полки, 104, 108 дивизион реактивных миномётов, 216 зенитный дивизион                                       | 163 танковый, 42 аэросанный батальоны                                    | 2-я резервная авиационная группа: 19-й истребительный авиационный полк, 41-й истребительный авиационный полк, 434-й истребительный авиационный полк, 520-й истребительный авиационный полк, 10-й бомбардировочный авиационный полк; 658-й штурмовой авиационный полк, 660-й смешанный авиационный полк | 3 инженерный, 771, 1235, 1247 сапёрные батальоны |
| 1 апреля 1942 года                         | Оперативная группа генерала Коровникова: 4, 24 гвардейские, 267, 378 стрелковые дивизии; 372, 374, 377 стрелковые дивизии, 1269 стрелковый полк, 41, 160, 165 лыжные батальоны | 8 гвардейский, 60, 70, 168, 172, 367, 827 артиллерийские полки, 20 полк реактивных миномётов, 6, 108 дивизионы реактивных миномётов, 216 зенитный дивизион          | 163, 166 танковые, 16, 42 аэросанные батальоны, 23 дивизион бронепоездов | 658, 660 бомбардировочные полки | 3, 771 инженерные, 1235, 1247 сапёрные батальоны |
| 1 мая 1942 года                            | 4, 24 гвардейские, 2-я стрелковая дивизия, 267, 372, 374, 376, 377, 378 стрелковые дивизии, 24, 58 стрелковые бригады, 41, 165, 172 лыжные батальоны                           | 8 гвардейский, 60, 70, 168, 172, 367, 827 артиллерийские полки, 20, 24, 28 полки реактивных миномётов, 6 дивизион реактивных миномётов, 213, 216 зенитные дивизионы | 7 гвардейская, 29 танковая бригады, 163 танковый батальон                | 658, 660 бомбардировочные полки, 116 разведэскадрилья | 3, 771 инженерные, 1235, 1247 сапёрные батальоны |

## Германия
Приведены наиболее крупные соединения и части германских вооружённых сил. Надо иметь в виду, что в операции принимали участие различные специальные части, как то артиллерийские и самоходно-артиллерийские (в том числе из резерва ОКХ), самокатные, железнодорожные, инженерные, сапёрные, понтонно-мостовые, части армейской ПВО и ПВО люфтваффе и прочие.

### Группа армий «Север»(Heeresgruppe «Nord»)

#### 16-я полевая армия(16.А)
38-й армейский корпус 16-й полевой армии с начала операции занимал оборону на участке от Новгорода до Мясного Бора. В феврале 1942 года корпус был передан в состав 18-й полевой армии и с этого времени 16-я полевая армия участия в операции не принимала
| Соединения 16-й полевой армии        | Соединения 16-й полевой армии                                                                                | Соединения 16-й полевой армии |
| Корпус                               | Пехотные соединения                                                                                          | Период                        |
| ------------------------------------ | --- | ----------------------------- |
| 38-й армейский корпус (XXXVIII.A.K.) | 61-я пехотная дивизия (61.Inf.Div) 126-я пехотная дивизия (126.Inf.Div) 250-я пехотная дивизия (250.Inf.Div) | Январь-февраль 1942 года      |

#### 18-я полевая армия(18.А)
18-й армии принимала участие в операции от начала и до конца
| Соединения 18-й полевой армии                         | Соединения 18-й полевой армии | Соединения 18-й полевой армии |
| Корпус                                                | Пехотные соединения | Подкрепления |
| ----------------------------------------------------- | --- | --- |
| 1-й армейский корпус (I.A.K.)                         | 11-я пехотная дивизия (11.Inf.Div) 21-я пехотная дивизия (21.Inf.Div) 215-я пехотная дивизия (215.Inf.Div) 254-я пехотная дивизия (254.Inf.Div) 291-я пехотная дивизия (291.Inf.Div) | 61-я пехотная дивизия (61.Inf.Div), с февраля 1942 212-я пехотная дивизия (291.Inf.Div), с марта 1942 225-я пехотная дивизия (225.Inf.Div), с февраля 1942 |
| 28-й армейский корпус (XXVIII.A.K.)                   | 96-я пехотная дивизия (96.Inf.Div) 223-я пехотная дивизия (223.Inf.Div) 269-я пехотная дивизия (269.Inf.Div)                                                                         | 1-я пехотная дивизия (1.Inf.Div) только 43-й пехотный полк 5-я горнопехотная дивизия (5.Geb.Div), с марта 1942 8-я танковая дивизия (8.Pz.Div), только отдельные части 93-я пехотная дивизия (93.Inf.Div), только отдельные части с апреля 1942 217-я пехотная дивизия (217.Inf.Div), с апреля 1942 |
| 38-й армейский корпус (XXXVIII.A.K.) (с февраля 1942) | 126-я пехотная дивизия (126.Inf.Div) 250-я пехотная дивизия (250.Inf.Div) 4-я полицейская моторизованная дивизия СС (SS-Polizei.Div) Легион СС «Нидерланды» Легион СС «Фландрия»     | 20-я моторизованная дивизия (20.Mot.Div) с февраля 1942 58-я пехотная дивизия (58.Inf.Div) с марта 1942 285-я охранная дивизия (285.Sich.Div) с февраля 1942 |

### 1-й воздушный флот(Luftflotte 1)
Данные приведены по состоянию на 20 декабря 1941 года 

#### Штаб 1-го воздушного флота
| Подразделения, подчиняющиеся штабу флота | Подразделения, подчиняющиеся штабу флота | Подразделения, подчиняющиеся штабу флота |
| Подразделение | Вооружение                               | Дислокация                               |
| --- | ---------------------------------------- | ---------------------------------------- |
| 2-я эскадрилья (2.(F)/ObdL) группы дальней разведки главного командования люфтваффе (Aufklärungsgruppe O.b.d.L\Aufklärungsgruppe Oberbefehlshaber der Luftwaffe) Ju-88 | Ju-88                                    | Раскополье                               |
| 1-я эскадрилья разведки погоды (Wekusta 1\Wettererkundungsstaffel 1)                                                                                                   | He-111                                   | Псков                                    |
| 1-я тяжёлая транспортная эскадрилья планеров (1.KGrzbV 172) 172-й военно-транспортной группы (Kampfgruppe zur besonderen Verwendung 172)                               | Ju-52                                    | Псков                                    |

#### 1-й авиационный корпус(I.Fliegercorps)
| Подразделения, подчиняющиеся 1-му авиационному корпусу                           | Подразделения, подчиняющиеся 1-му авиационному корпусу                                                         | Подразделения, подчиняющиеся 1-му авиационному корпусу | Подразделения, подчиняющиеся 1-му авиационному корпусу |
| Соединение                                                                       | Его подразделения в операции                                                                                   | Вооружение                                             | Дислокация                                             |
| -------------------------------------------------------------------------------- | --- | ------------------------------------------------------ | ------------------------------------------------------ |
| В подчинении штаба                                                               | 5-я эскадрилья (5.(F)/122) 122-й разведывательной группы (Aufklärungsgruppe 122)                               |                                                        | Дно                                                    |
| В подчинении штаба                                                               | звено 3-й ночной эскадрильи (3.(F)/22 Kette/Nachtstaffel) 22-й разведывательной группы (Aufklärungsgruppe 122) | Ju-88                                                  | Дно                                                    |
| 1-я бомбардировочная эскадра «Гинденбург» (Kampfgeschwader 1 «Hindenburg»)       | штаб (Stab) 2-я группа (II/KG 1) 3-я группа (III/KG 1)                                                         | Ju-88A - Ju-88С                                        | Дно                                                    |
| 4-я бомбардировочная эскадра «Генерал Вевер» (Kampfgeschwader 4 «General Wever») | 1-я группа (I/KG 4) 2-я группа (II/KG 1)                                                                       | He-111H                                                | Псков                                                  |
| 54-я истребительная эскадра «Зелёное сердце» (Jagdgeschwader 54 «Grünherz»)      | штаб (Stab) 1-я группа (I/JG 54) 3-я группа (II/JG 54) учебная эскадрилья Erg.Gr./JG 54                        | Bf-109F/G                                              | Сиверская, Красногвардейск                             |
| 51-я истребительная эскадра «Мёльдерс» (Jagdgeschwader 54 «Mölders»)             | 1-я группа (I/JG 51)                                                                                           | Bf-109F/G                                              | Старая Русса                                           |
| 2-я зенитная дивизия                                                             | 164-й зенитный артиллерийский полк                                                                             |                                                        | Рождественно                                           |